# Сухая (балка, приток реки Кошкова)
Сухая (укр. Суха) — балка, правый приток реки Кошкова, расположенная на территории Ивановского района (Одесская область, Украина).

## География
Длина — 13 км. Площадь бассейна — 71,2 км². Водоток балки на протяжении почти всей длины пересыхает и наименее маловодный. Правый берег долины в нижнем течении сильно изрезан ярами и промоинами. Есть пруды. Характерны весенние и летние паводки. 
Берёт начало северо-западнее села Баланины. Балка проходит на юго-восток. Впадает в реку Кошкова (на 3,6-м км от её устья) севернее села Русская Слободка.
Притоки: (от истока к устью) безымянные балки 
Населённые пункты (от истока к устью) нет